# 瓦伦蒂娜·加尔代林
瓦伦蒂娜·加尔代林（義大利語：Valentina Gardellin，1970年2月13日—），意大利前女子篮球运动员。她曾代表意大利国家队参加1996年夏季奥林匹克运动会篮球比赛，结果获得第八名。